# بوسکوره
بوسکوره (به فرانسوی: Bouskoura) یک منطقهٔ مسکونی در مراکش است که در استان النواصر واقع شده‌است. بوسکوره ۱۰۳٬۰۲۶ نفر جمعیت دارد.